# Alaíde Lisboa
Alaíde Lisboa de Oliveira (Lambari, 22 de abril de 1904 — Belo Horizonte, 4 de novembro de 2006) foi uma pedagoga, jornalista, escritora e política brasileira.
Foi membro da Academia Mineira de Letras e professora emérita da Universidade Federal de Minas Gerais (UFMG). Escreveu diversos livros infantis e didáticos, além de ser a primeira mulher vereadora de Belo Horizonte em 1950. 

## Vida
Nascida em 22 de abril de 1904, em Lambari, Minas Gerais, era irmã de Henriqueta Lisboa. Alaíde estudou em Belo Horizonte, na Escola de Aperfeiçoamento Pedagógico de Minas Gerais, onde teve contato com a educadora Helena Antipoff.
Tornou-se Doutora em Didática pela Universidade Federal de Minas Gerais (UFMG), na qual passou no concurso público para lecionar Didática Geral e Especial. Foi diretora do Colégio de Aplicação da UFMG por treze anos, vice-diretora da Faculdade de Educação, primeira coordenadora do mestrado de educação. Após sua aposentadoria, Alaíde recebeu o título de professora emérita da mesma instituição, por seu trabalho realizado em prol da educação brasileira.
Sua estreia na literatura infantil ocorreu em 1938, quando publicou os clássicos Bonequinha preta e Bonequinho doce. O primeiro, após sucessivas reedições, já ultrapassou a marca de dois milhões de exemplares vendidos.
Foi ativa na política e em 1950 foi eleita vereadora na Câmara Municipal de Belo Horizonte, tornando-se a primeira mulher vereadora do município.
Foi membro da Academia Municipalista de Letras de Minas Gerais, da Academia Feminina Mineira de Letras e, em 1995, foi eleita para a Academia Mineira de Letras (cadeira nº 6). Publicou cerca de 30 livros, incluindo literários, didáticos e ensaios de Pedagogia. Por sua atuação pública e produção literária e acadêmica, recebeu diversos prêmios e homenagens.

## Morte
Alaíde morreu em 4 de novembro de 2002, aos 102 anos.

## Obras
Alaíde escreveu diversos artigos para revistas e jornais, bem como livros acadêmicos, infantis e didáticos, como:
- A poesia nos cursos primários;
- Comunicação em prosa e verso;
- Ensino de língua e literatura;
- Educação e língua;
- Poesia na escola;
- Bonequinha doce;
- Bonequinha preta;
- Gato que te quero gato;
- Meu coração.